# Gerald Hönig

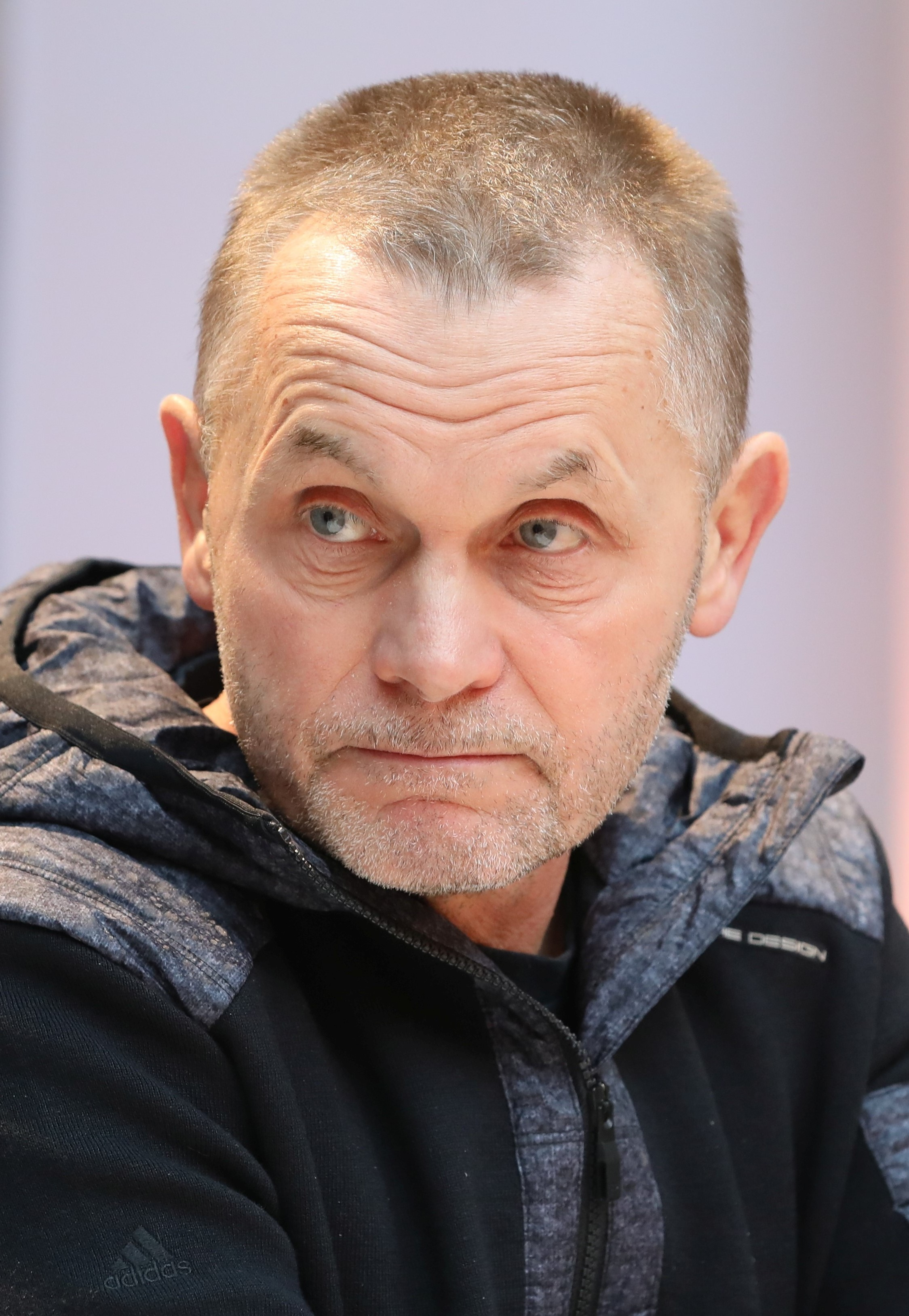
Gerald Hönig während der Einkleidung für die Olympischen Spiele 2018

Gerald Hönig (* 4. September 1958 in Tambach-Dietharz, Kreis Gotha, DDR) ist ein deutscher Biathlontrainer. Er war von 2010 bis 2018 Cheftrainer der deutschen Nationalmannschaft der Frauen und von 2020 bis 2022 Schießtrainer der österreichischen Nationalmannschaft der Frauen.

## Leben
Hönig ist Mitglied des Sportvereins SV Motor Tambach-Dietharz. Bevor er 2007 die Nachfolge von Harald Böse als Co-Trainer des A-Kaders antrat, war er Trainer des C-Kaders in Oberhof. Hönig galt während seiner aktiven Karriere als enger Vertrauter der Athletin Andrea Henkel.
Nach dem Wechsel von Uwe Müssiggang auf die Position eines gesamtverantwortlichen Bundestrainers wurde Hönig ab der Saison 2010/11 zum leitenden Trainer der Frauennationalmannschaft ernannt, sein Co-Trainer wurde Ricco Groß. Nach Müssiggangs Weggang 2014 war er alleinverantwortlicher Bundestrainer der Frauen, sein neuer Co-Trainer wurde Tobias Reiter. In dieser Zeit gewannen die deutschen Biathletinnen um Laura Dahlmeier viermal den Nationenweltcup, dreimal den Staffelweltcup, sowie jeweils einmal den Mixedstaffelweltcup, den Gesamtweltcup, den Einzelweltcup, den Verfolgungsweltcup und den Massenstartweltcup. Bei Weltmeisterschaften gewann die Mannschaft sieben Gold-, fünf Silber- sowie drei Bronzemedaillen, bei den Olympischen Winterspielen 2018 folgten zwei Gold- und eine Bronzemedaille für Dahlmeier. Im Weltcup gewannen die Frauen in dieser Zeit 25 Einzel-, zehn Staffel- und zwei Mixedstaffelrennen. 
Im April 2018 wurde bekannt, dass Hönigs Vertrag als Frauen-Bundestrainer nicht verlängert wird. Sein Nachfolger wurde Kristian Mehringer. Hönig wurde zum Bundestrainer Schießen für alle Lehrgangsgruppen ernannt und war zusätzlich für den DSV Mitglied im Technischen Komitee der Internationalen Biathlon-Union.
Zur Saison 2020/21 wechselte Hönig zum Österreichischen Skiverband. Dort war er neben dem Cheftrainer Markus Fischer ebenfalls als Trainer der Damenmannschaft tätig und für die Teildisziplin Schießen verantwortlich. Nach der Olympiasaison 2021/22 verlängerte Hönig seinen Vertrag mit dem ÖSV nicht mehr.